# ベネディクトゥス12世 (ローマ教皇)
ベネディクトゥス12世（ラテン語:Benedictus XII, ベネディクト12世; 1285年 - 1342年4月25日）は、アヴィニョン捕囚の時期のローマ教皇（在位：1334年 - 1342年）である。

## 略歴・事績
フランス出身で、本名はジャック・フルニエ（Jacques Fournier）。厳格な人物で、賄賂などの悪弊を禁じ、司教は司教区に居住するよう求めた。また、アヴィニョン教皇庁宮殿の建設を始めた。しかし、前教皇ヨハネス22世が抱えていた神聖ローマ皇帝ルートヴィヒ4世との対立は収まらず、1338年、フランクフルト帝国議会にてローマ王選挙で選ばれた王は同時に皇帝であり、教皇の戴冠は必要なしと宣言された。この選挙における教皇排斥論は、のちに、1356年の金印勅書で文章化されていく。
なお、前教皇ヨハネス22世が異端として破門したフランシスコ会会士で神学者のオッカム（オッカムのウィリアム）に対し、ベネディクトゥス12世もまた破門に処した。オッカムの著作に『教皇ベネディクトゥス12世への反論』がある。
1342年4月25日にアヴィニョンにて死去する。